# プリモルスコ
プリモルスコ（ブルガリア語: Приморско、Primorsko）はブルガリア南東部の町、およびそれを中心とした基礎自治体。ブルガス州に属する。

## 町村
プリモルスコ基礎自治体（Община Приморско）には、その中心であるプリモルスコをはじめ、以下の町村（集落）が存在している。
- Веселие（Veselie）
- Китен（Kiten） - キテン
- Ново Паничарево（Novo Panicharevo）

- Писменово（Pismenovo）
- Приморско（Primorsko）
- Ясна поляна（Yasna Polyana）

## 概要
プリモスルコは黒海沿いのリゾート地として知られており、ブルガスの南およそ52キロメートルに位置し、約1キロメートルにわたる砂浜を有している。平均気温は7月で摂氏27度で、最高で30度から33度程度まで上昇する。ロポタモ川（Ропотамо、Ropotamo）、およびドリャヴォルスカ川（Дяволска река、Dryavolska reka）が町の近くを流れ、Snake Island（Змийски остров、Zmiyski ostrov）として知られる聖トマ島（св. Тома、Sv. Toma、en）
保護区にも近い。

## 歴史

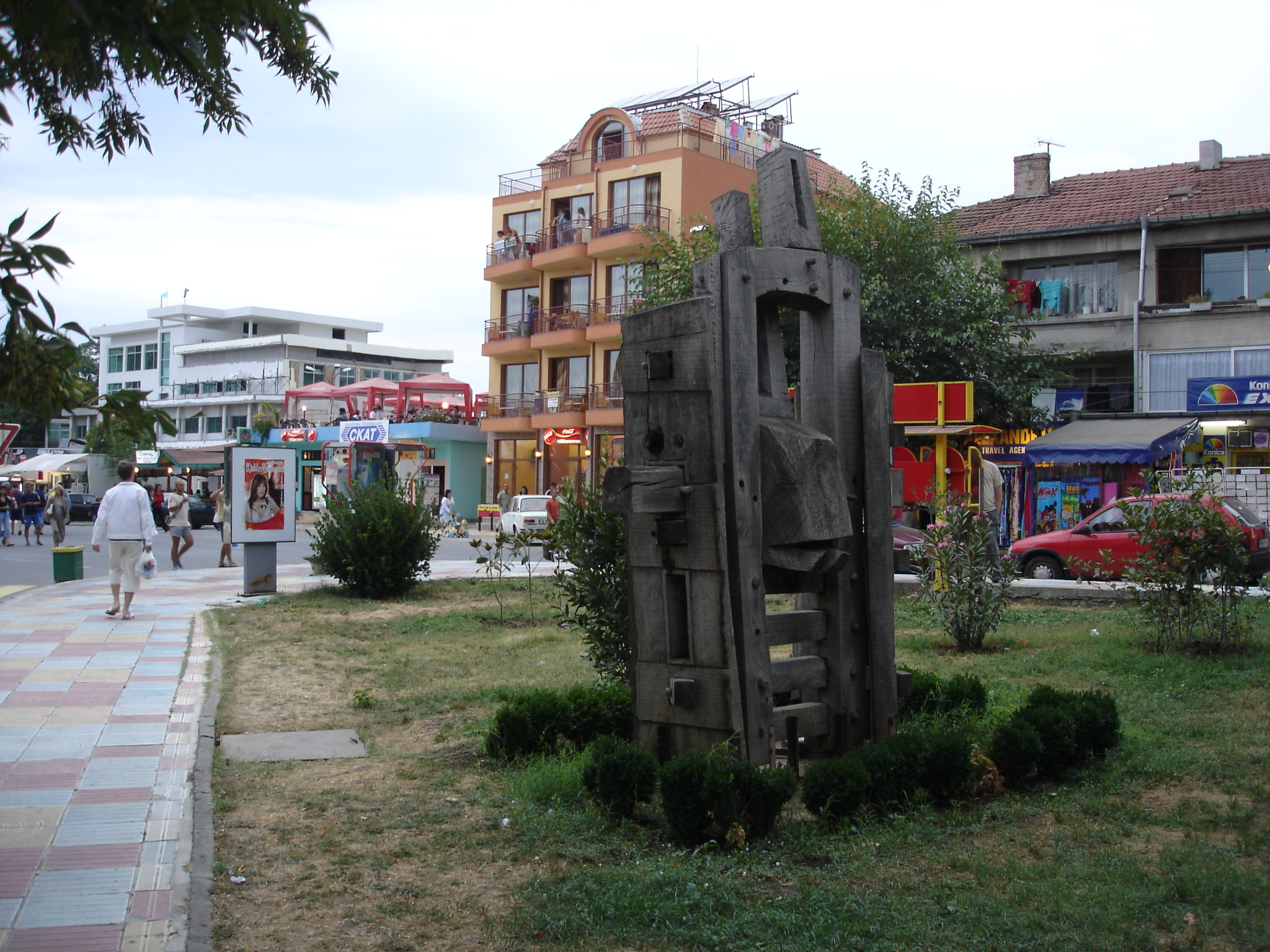
プリモルスコ中心部

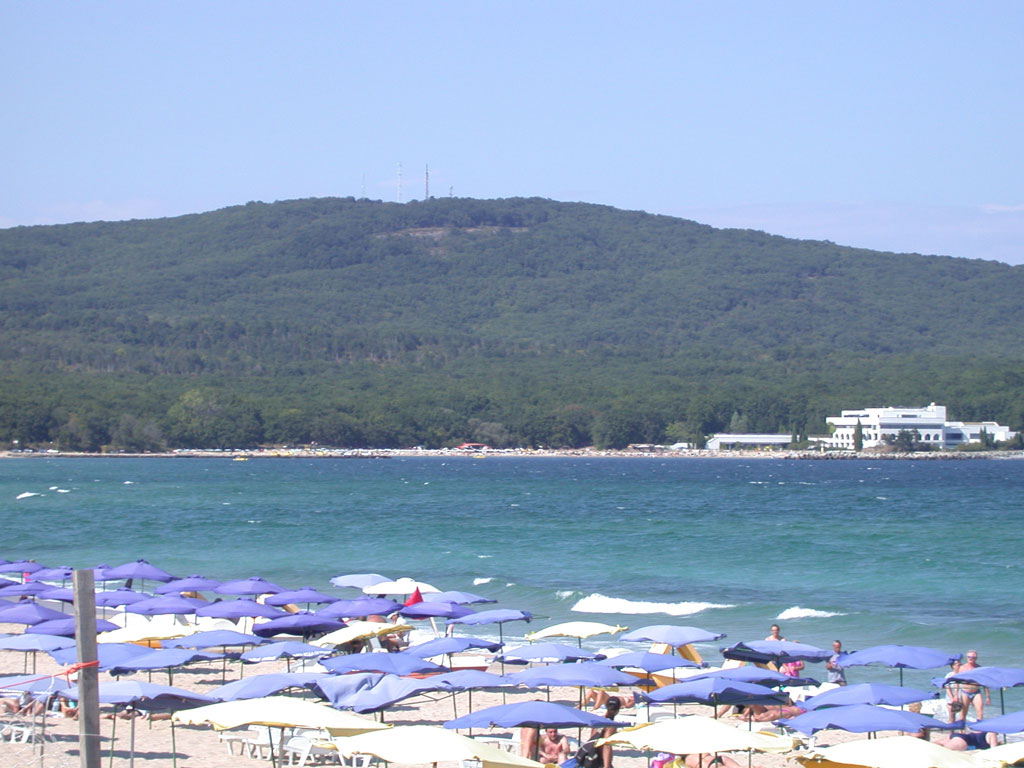
プリモルスコ北部のビーチ

プリモルスコ近くの海中からは、紀元前2千年紀後半から紀元前1千年紀にかけての古代の石の碇の遺物が見つかっており、おそらくトラキア人のものと思われる。紀元前5世紀から紀元前4世紀の鉛の碇や、銅器時代の陶器や石器も見つかっている。「ヴァルチャノヴォ・カレ」（Валчаново кале、Valchanovo kale）はプリモルスコに近い中世の要塞で、前期鉄器時代から中世後期まで人が居住していた。中世のアンフォラや陶器がロポタモ川の河口で見つかっており、古代の街道拠点やゲラ（Gera）要塞がマスレン・ノス洞窟（bg:Маслен нос、Maslen nos）にあったと考えられている。
オスマン帝国の16世紀の文献によると、ゾナリタ（Zonarita）と呼ばれる地名がこの地域にあったとされている。東方の旅行者エヴリヤ・チェレビはこの地方にキュプリュ・リマン（Küprü liman）の名で洞窟の存在を記している。オスマン帝国支配下では、ストランジャ山脈（Странджа、Strandzha）の木材や木炭をイスタンブールやその他の主要都市を運ぶための埠頭があった。
現在のプリモルスコは1879年にキュプリヤ（Кюприя、Kyupriya）という名で建設された、当初は、ブルガリ（Българи、Balgari）およびザベルノヴォ（Заберново、Zabernovo）から移り住んだ4家族によって森林が切り開かれ、家がたてられた集落であった。近隣には放棄されたチェルケス人の集落があった。このときチェルケス人はブルガリアの独立によって周囲からの報復を恐れトルコへ脱出していた。他のブルガリア人たちがストランジャ中部から来て、一時的にチェルケス人の去った後の村の居住したが、よりよい収入を求めて埠頭のあるキュプリヤに移り住んだ。キュプリヤには、ドリャヴォルスカ川河口に広がりる湿地で、マラリアが定着していたデャヴォルスコ・ブラト（Дяволско блато、Dyavolsko blato、悪魔の湿地）があり、キュプリヤへの移住は病気のリスクを伴うものであった。
プリモルスコは1953年に国家的な海岸リゾート地に指定された。1981年には近隣のキテン（Китен、Kiten）と合併して町となり、1998年に住民投票によりツァレヴォ自治体から分離された。プリモルスコはブルガリアでは小さな町であるが、近年は記録的な人口増加を続けており、2004年12月から2005年5月にかけて人口増加率が13.5%となり、ブルガリアで最大の増加率となった。